# 垓下遗址
垓下遗址是位于安徽省固镇县城东二十四公里处，濠城镇北、沱河南岸的一处城池遗址，俗称霸王城。曾以垓下城址之名列为安徽省文物保护单位:107。2013年，以垓下遗址之名列为第七批全国重点文物保护单位（古遗址）。
遗址本身是尚有大部分护城河遗留的不规则土筑四方城，城池建筑于沱河（古称洨水）边的高地之上。现代考古表明：“城垣埋于地下的基础保存较完整，结构形制较清晰，走向明了，除西垣部分地段外，其余东、西、南、北四垣均较直。”东、南、西三面尚存护城河，与沱河相通:107。东、西、南、北城垣长度分别约为410、480、280、340米，总长1510米。不包括城垣的城内面积约15万平方米，包括护城河的城址面积近20万平方米。
“遗址上汉代文化层厚度从地表到下层2—3米不等”。目前，遗址内南半部为居民生活区，北半部分为耕作区，外围为农田。周围分布有数百座汉代古墓。
2007年，安徽省文物考古研究所对垓下遗址进行初步考古解剖。中国社会科学院考古研究所和安徽省考古所专家现场论断：垓下在4500年前，就是一处城址。时代为大汶口文化晚期----龙山文化早期。